# جيك بالترو
جيك بالترو (بالإنجليزية: Jake Paltrow)‏ (و. 1975  م) هو مخرج أفلام، ومنتج أفلام، وكاتب سيناريو، وممثل أفلام أمريكي، ولد في لوس أنجلوس.

## وصلات خارجية
- جيك بالترو على موقع IMDb (الإنجليزية)
- جيك بالترو على موقع ألو سيني (الفرنسية)
- جيك بالترو على موقع أول موفي (الإنجليزية)
- جيك بالترو على موقع قاعدة بيانات الأفلام السويدية (السويدية)
- جيك بالترو على موقع قاعدة بيانات الفيلم (الإنجليزية)
- جيك بالترو على موقع كينوبويسك (الروسية)